# Benguela (stad)
Benguela is een havenstad in Angola, ten zuiden van Luanda. Benguela is de hoofdstad van de gelijknamige provincie. De stad telde 40.996 inwoners bij de volkstelling van 1970, waarmee het toen de vijfde stad van het land vormde. Het huidige inwoneraantal is onbekend, maar bedraagt ten minste enkele honderdduizenden.

## Geschiedenis
De stad werd in 1617 opgericht door de Portugezen onder leiding van Manoel Cerveira Pereira. Het was lange tijd het centrum van de slavenhandel naar Brazilië en Cuba.
Benguela ligt aan de Benguela-spoorweg.

## Geboren
- Pepetela (1941), schrijver, politicus, hoogleraar en guerrillastrijder
- João Pereira (1977), voetballer